# Ljubo Jurčić
Ljubo Jurčić (Ružići, 20. ožujka 1954.), hrvatski je ekonomist i sveučilišni profesor. Bivši predsjednik hrvatske političke stranke Novi val – Stranka razvoja.

## Životopis
Ljubo Jurčić rođen je 1954. godine u Ružićima, u Bosni i Hercegovini. Diplomirao je na Ekonomskom fakultetu u Zagrebu i postao doktorom ekonomskih znanosti. Oduvijek je bio aktivan na različitim područjima pa je tako kao student pisao za studentski list, radio čak i kao fotograf te popravljao kućanske aparate. Krajem osamdesetih i devedesetih godina 20. stoljeća postao je vlasnikom nekoliko tvrtki koje su mu prodajom donijele dobru zaradu.
Iako nije bio članom Socijaldemokrata Hrvatske (SDP), blisko je surađivao s njima kao nestranački ekonomski stručnjak. Kao vođa SDP-ovog Savjeta za gospodarstvo i razvoj, Jurčić je formulirao SDP-ovu ekonomsku strategiju koju je SDP planirao provesti ako stranka osvoji parlamentarne izbore. Bio je SDP-ov kandidat za Predsjednik vlade do 30. studenoga 2007. godine, kad ga je nakon razgovora zamijenio Zoran Milanović. U lipnju 2009. godine glavni odbor SDP-a odabrao je Ljubu Jurčića i Ivu Josipovića kao kandidate za stranačke izbore za predsjednika Republike Hrvatske.
Član je Savjeta časopisa demokratske ljevice Novi Plamen. 5. travnja 2014. godine u Zagrebu je osnovao političku stranku Novi val - Stranka razvoja.